# Megalopsallus brendae
Megalopsallus brendae är en insektsart som beskrevs av Schuh 2000. Megalopsallus brendae ingår i släktet Megalopsallus och familjen ängsskinnbaggar. Inga underarter finns listade i Catalogue of Life.